# Hexamethyleendi-isocyanaat
Hexamethyleendi-isocyanaat (vaak afgekort tot HDI) is een kleurloze tot lichtgele vloeistof met een scherpe geur. Ze behoort tot de alifatische isocyanaten.

## Synthese
De klassieke synthesemethode van hexamethyleendi-isocyanaat is de reactie van 1,6-hexaandiamine met fosgeen in een oplosmiddel. Hierbij wordt waterstofchloride gevormd:
{\displaystyle \mathrm {H_{2}N(CH_{2})_{6}NH_{2}\ +\ 2\ COCl_{2}\longrightarrow \ OCN(CH_{2})_{6}NCO\ +\ 4\ HCl} }
Hexamethyleendi-isocyanaat kan ook bereid worden door 1,6-hexaandiamine te laten reageren met ureum en een alcohol, bijvoorbeeld 1-butanol. Hierbij vermijdt men het gebruik van het zeer giftige fosgeen. Ammoniak wordt als bijproduct gevormd. Het is een proces in meerdere stappen, waarin het alcohol teruggewonnen wordt en hergebruikt kan worden:
{\displaystyle \mathrm {H_{2}N(CH_{2})_{6}NH_{2}\ +\ 2\ (NH_{2})_{2}CO\longrightarrow \ OCN(CH_{2})_{6}NCO\ +\ 4\ NH_{3}} }
De globale productiecapaciteit van hexamethyleendi-isocyanaat (rond 2000) werd geschat op 110.000 ton per jaar, waarvan ongeveer 50.000 ton/jaar in West-Europa, 49.000 in de Verenigde Staten en 11.000 in Japan. Producenten van hexamethyleendi-isocyanaat in Europa zijn Covestro en Rhodia (het vroegere Rhône-Poulenc Chimie).

## Toepassing
Hexamethyleendi-isocyanaat wordt omgezet tot verbindingen met een hoger molecuulgewicht, die toepassing vinden bij het crosslinken in polyurethanen. Deze polymeren worden hoofdzakelijk gebruikt in UV- en weerbestendige coatings, met name voor vliegtuigen of hoogwaardige autolakken.

## Toxicologie en veiligheid
Hexamethyleendi-isocyanaat is onstabiel in water: het vormt in water olieachtige druppeltjes die snel hydrolyseren, waarbij amine en polyurea ontstaan.
Het reageert hevig met zuren, alcoholen, amines, basen en oxiderende stoffen, waardoor kans op brand en ontploffing ontstaat. Bij verhitting boven 93 °C kan de stof polymeriseren.
Hexamethyleendi-isocyanaat is toxisch bij inademing; de damp irriteert de ogen en luchtwegen en veroorzaakt tranen en hoest. Herhaalde of langdurige inademing kan astma veroorzaken. Blijvende schade aan de ogen is mogelijk. Hexamethyleendi-isocyanaat is sterk irriterend voor de huid en kan roodheid, brandwonden en blaren veroorzaken. Herhaald of langdurig contact kan de huid gevoelig maken.